# Uidang-myeon
Uidang-myeon (koreanska: 의당면) är en socken i kommunen Gongju i provinsen Södra Chungcheong
i den centrala delen av Sydkorea, 110 km söder om huvudstaden Seoul.